# Charles Dullin
Pour les articles homonymes, voir Dulin et Dullin (homonymie).
Charles Dullin est un metteur en scène, acteur de théâtre et cinéma français, né le 12 mai 1885 à Yenne (Savoie) et mort le 11 décembre 1949 à l'hôpital Saint-Antoine à Paris.
Il est l'un des fondateurs en 1927 du Cartel des quatre avec Louis Jouvet, Gaston Baty et Georges Pitoëff.

## Biographie

### Origines et jeunesse

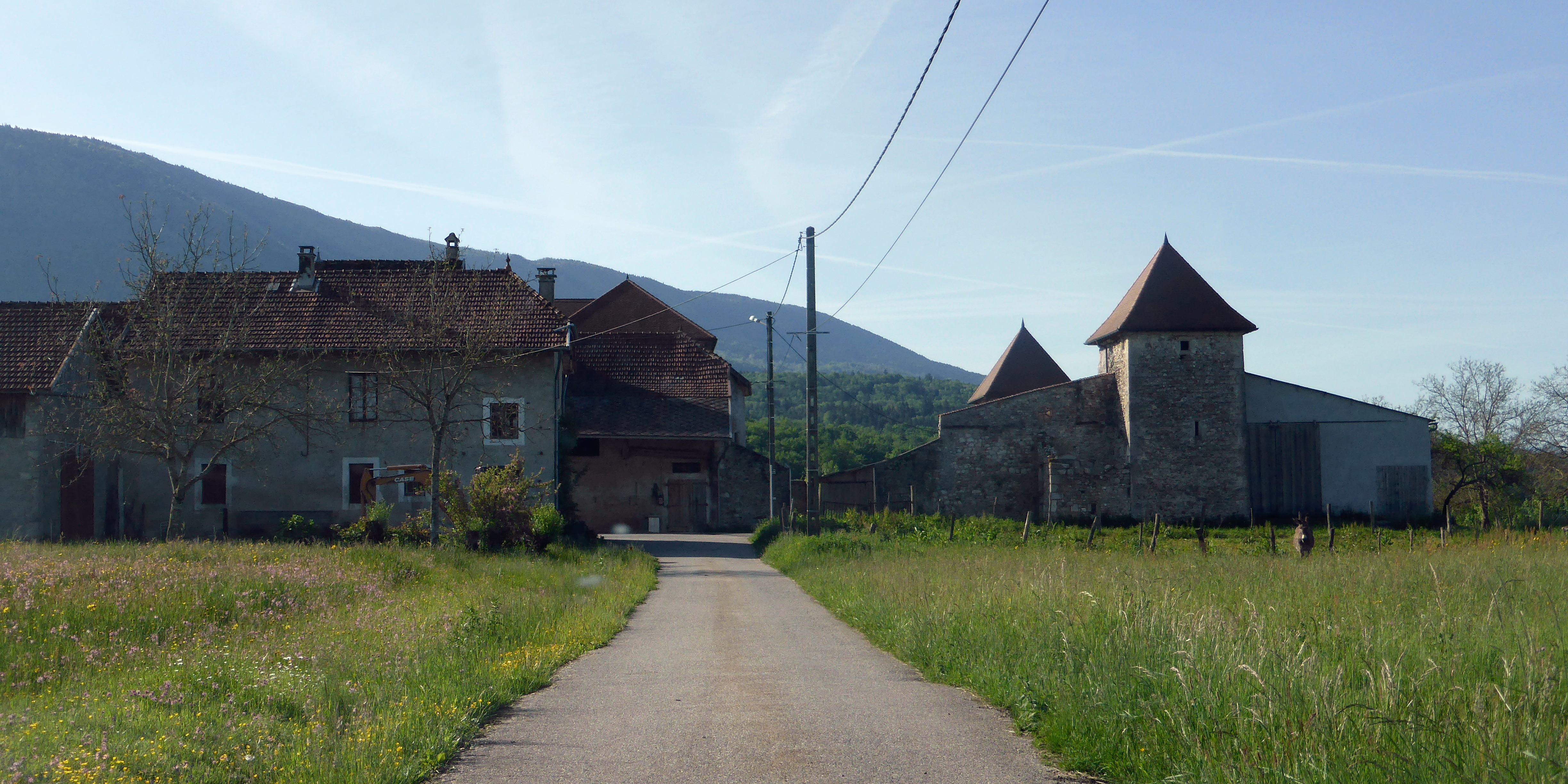
La maison forte du Châtelard, lieu de naissance de Charles Dullin.

Charles Édouard François Marie Dullin est né à Yenne (Savoie) le 12 mai 1885, fils de Jacques Dullin, notaire et juge de paix, et de Camille Vouthier son épouse. Il est le dernier né de dix-huit enfants. Ses parents vivent à la maison-forte du Châtelard à Yenne dont a hérité son père.
Selon le vœu de sa mère, qui souhaitait faire de lui un prêtre, il entre en 1896 au petit séminaire de Pont-de-Beauvoisin (Savoie). Il y part contraint et pleurant de rage. Ce n'est qu'après la mort de ses parents que Charles Dullin, âgé de 17 ans, quitte le séminaire et commence à s'orienter vers le théâtre. Il habite d'abord Lyon, chez l'une de ses sœurs, et exerce différents emplois (chez un huissier de justice, dans une bonneterie, etc.) qui ne lui conviennent guère. Il se lie d'amitié avec Henri Béraud, Albert Londres, Achille Berger et Georges Rouquayrol, tous jeunes et désargentés. En 1903, ils décident de quitter Lyon pour Paris.

### La naissance d'une vocation
Charles Dullin joue son premier rôle au théâtre des Gobelins dans les Aventures du Capitaine Corcoran (1904). Ce n’est qu’un très modeste début et, dans le même temps, il déclame des vers (notamment Baudelaire, Verlaine et Villon) au cabaret du Lapin Agile. Il joue également de petits rôles pour le théâtre de Grenelle (sous la direction de Larochelle). Il entre en 1906 au théâtre de l'Odéon dirigé par André Antoine (qui l’avait remarqué au Lapin Agile), où il interprète le rôle de Cinna dans Jules César. Mais c’est en 1911 que Charles Dullin rencontre son premier véritable succès. Il est remarqué au Lapin Agile par Robert d'Humières que sa récitation de la « Ballade des Pendus » de Villon impressionne. C’est donc au théâtre des Arts (dirigé par d’Humières), que Dullin crée son premier grand rôle, celui de Smerdiakov dans Les Frères Karamazov de Fiodor Dostoïevski, mis en scène par Jacques Copeau.
Sous l’égide de ce dernier et en collaboration avec Louis Jouvet (qui tenait aussi un rôle dans les Frères Karamazov), Charles Dullin participe à la création du théâtre du Vieux-Colombier en 1913. Devenu le bras droit de Copeau, il séjourne chez lui dans sa propriété du Limon où se réunit la troupe qu’ils ont su constituer : Blanche Albane, Jane Lory, Roger Karl, Jean Villard, Suzanne Bing et Louis Jouvet. Il perfectionne son jeu du personnage d’Harpagon dans l’Avare de Molière, qui sera vraiment sa « spécialité » tout au long de sa carrière, ayant même le physique adéquat puisqu’un début de convulsions dans sa petite enfance avait laissé à Dullin une colonne vertébrale voutée qui lui donnait un aspect particulier. Il joue aussi L'Annonce faite à Marie de Paul Claudel. C’est durant cette période qu’il réfléchit sur la nécessité de fonder personnellement une école d’art dramatique et une compagnie théâtrale. Sa compagne d'alors, la danseuse Caryathis, future épouse de Marcel Jouhandeau, l'encourage à prendre son autonomie.

### L'homme de théâtre
En 1914, il est réformé mais il rejoint le front comme engagé volontaire dans un régiment de dragons à pieds. Durant deux ans, il vit dans les tranchées et récite des vers pour les soldats. Il est blessé en 1917 et démobilisé. Dullin quitte donc la France et rejoint la troupe du Vieux-Colombier aux États-Unis. C’est avec Copeau, au Garrick Theater de New York, qu’il continue l’aventure.
De retour en France en 1919, il quitte le Vieux-Colombier et entre dans la troupe de Firmin Gémier, avec qui il joue notamment La Mégère apprivoisée de Shakespeare. Il part en tournée avec Gémier en Allemagne occupée. Mais l’idée d’avoir personnellement une compagnie théâtrale le tente. Il quitte donc Gémier à son retour en France et part en juillet 1921 pour le hameau de Néronville (Château-Landon, Seine et Marne) où il joue sur des tréteaux. Génica Athanasiou (jeune comédienne roumaine), Marguerite Jamois (ancienne comédienne de Gémier), Magdeleine Bérubet, Jean Mamy, Vassili Kouchitachchvili (dit Kouchita) et Lucien Arnaud l’accompagnent.

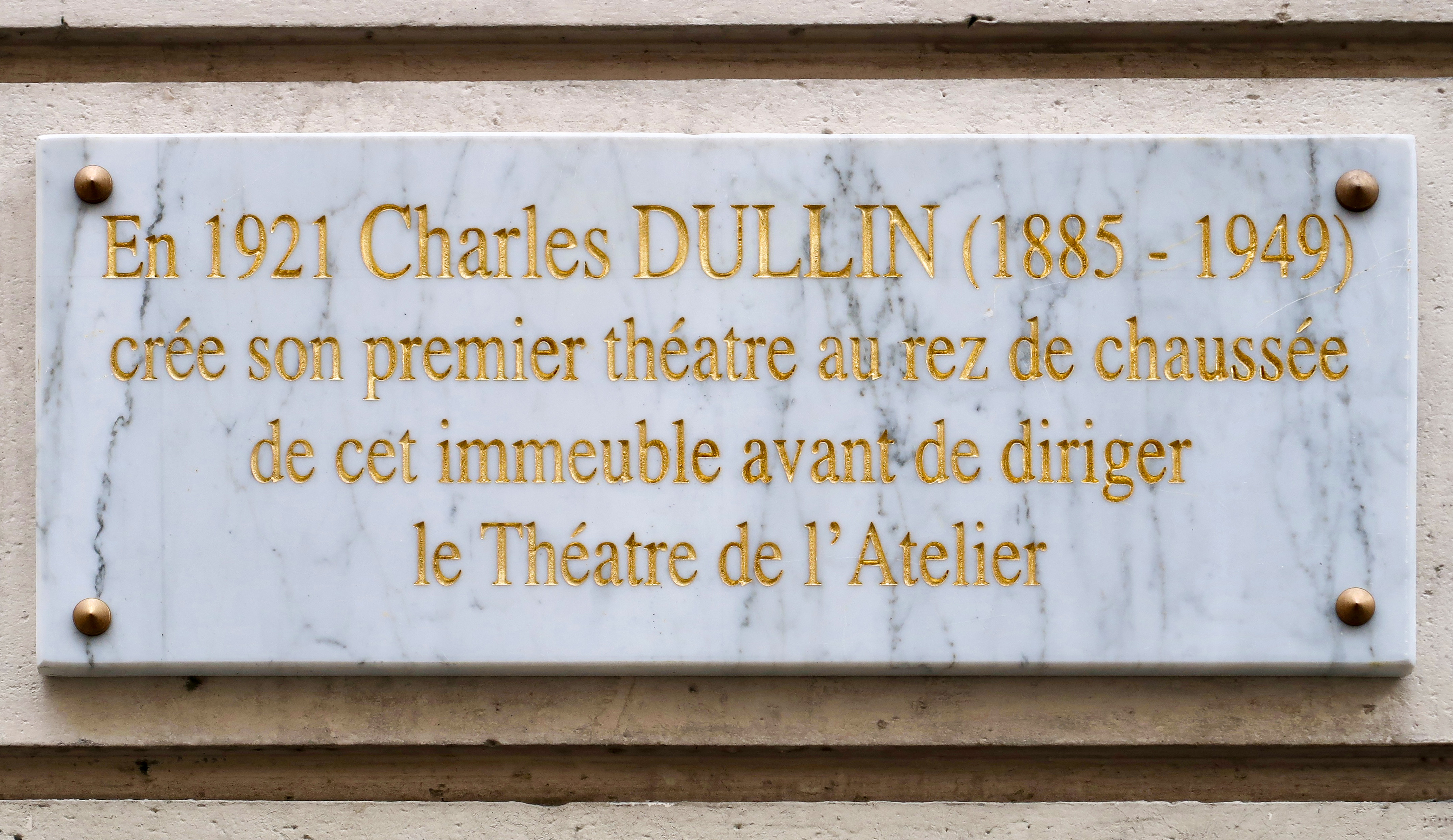
Plaque 7 rue Honoré-Chevalier (6e arrondissement de Paris).

#### Le théâtre de l'Atelier
Cette compagnie nouvelle prend le nom d’Atelier, par un manifeste qui indique que « l’Atelier n’est pas une entreprise théâtrale, mais un laboratoire d’essais dramatiques ». Elle s’installe à Paris au no 7 rue Honoré-Chevalier, près de Saint-Sulpice, rue des Ursulines, au Vieux-Colombier (invité par Copeau) avant de se fixer définitivement, en octobre 1922, place Dancourt, dans l’ancien théâtre Montmartre, qui devient le Théâtre de l'Atelier. Ce nouveau théâtre, où Dullin transmet les leçons reçues de Copeau (formation des comédiens et priorité du texte), rencontre un vif succès avec Chacun sa Vérité de Pirandello et Voulez-vous jouer avec moa ? de Marcel Achard. Il monte aussi des auteurs contemporains comme Armand Salacrou, sans exclure les classiques tel Shakespeare ou Aristophane, et rencontre des succès critiques grâce aux mises en scène de Volpone de Ben Jonson (1928, adapté par Jules Romains et Stefan Zweig) et de L’Avare de Molière. Dans son école "laboratoire", Dullin forme alors des comédiens tels qu'Antonin Artaud (qui y rencontre son grand amour, Génica Athanasiou), Tania Balachova, Raymond Rouleau, Julien Bertheau, Marcel Herrand, Étienne Decroux, Jean-Louis Barrault, Jean Marais, Madeleine Robinson, Jean Vilar...
Avec Louis Jouvet, Gaston Baty et Georges Pitoëff en 1927, il fonde le « Cartel des quatre », visant à faire entendre le théâtre non mercantile et l’opposition au « théâtre de boulevard ». Le Cartel des Quatre, au côté d'André Barsacq, Jean-Louis Barrault, Jean Vilar et Jean-Paul Sartre, impulse le mouvement de renouvellement français qui aboutira à un « théâtre décentralisé populaire ».
En 1930, il s’installe dans un hameau de la ville de Crécy-la-Chapelle où il écrira plusieurs scènes.
En 1940, Charles Dullin cède le théâtre de l'Atelier à André Barsacq, qui était son décorateur depuis 1927. Il prend alors la direction du théâtre Sarah-Bernhardt, rebaptisé théâtre de la Cité (actuel théâtre de la Ville). Il y déplace son école d’art dramatique (dont les professeurs sont alors Fernand Ledoux, Jean-Louis Barrault, Madeleine Robinson et Jean-Paul Sartre). C’est donc au théâtre de la Cité qu’est créée par Dullin, en 1943, la pièce de Sartre, Les Mouches.

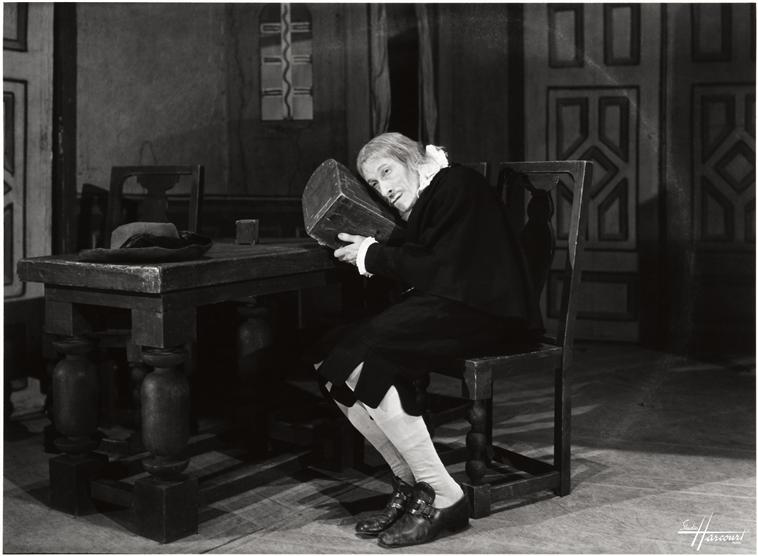
Charles Dullin dans L'Avare en 1944.

Durant cette période, il habite à Paris au no 49 rue de La-Tour-d'Auvergne, dans un appartement qu'avait occupé, au siècle précédent, Juliette Drouet, et fait de fréquents séjours dans la maison que possède Simone Jollivet à Férolles (Crécy-la-Chapelle). Il y retrouve Simone de Beauvoir et Jean Paul Sartre, cousin de S. Jollivet.
À la suite de graves démêlés avec la ville de Paris, Charles Dullin quitte la direction du théâtre de la Cité en 1947. Il refuse la direction d’un théâtre européen à Genève, et rejoint l’équipe du théâtre Montparnasse, dirigé par une de ses anciennes élèves de l'Atelier, Marguerite Jamois. Il y crée l'Archipel Lenoir de Salacrou. Au cours d’une tournée à Lyon (où il monte la Marâtre de Simone Jollivet), il tombe gravement malade.

### Enseignement
Réputé pour la qualité de ses cours, à base d'improvisation, de mime et d'étude des classiques, il a eu, entre autres élèves, Madeleine Robinson, Jean Marais, Jean-Jacques Lagarde, Marcel Marceau, Jean Vilar, Jean-Louis Barrault, Roger Blin, Roland Petit, Jacques Dufilho, Pierre Clémenti, Georges Vandéric, Alain Cuny, Isaac Alvarez, Serge Lhorca et Tonia Cariffa.

### Vie privée
Le 14 octobre 1919, Charles Dullin épouse une comédienne de l’Odéon, Marcelle Jeanniot, dans le 17e arrondissement de Paris, fille du peintre Pierre Georges Jeanniot et divorcée de André Lebey. Pendant la période du théâtre de l'Atelier, probablement dans les années 1930, il se sépare de Marcelle (morte en 1965) et vit avec Simone Jollivet, comédienne et metteur en scène de sa troupe.
Il vivra à Ferrolles (hameau de Crécy-la-Chapelle).

### Mort
Charles Dullin meurt le 11 décembre 1949, à l'hôpital Saint-Antoine dans le 12e arrondissement de Paris. Il est inhumé à Crécy-la-Chapelle côté Rue Sente des gains, au cimetière de Libernon (Seine-et-Marne).

## Théâtre

### Comédien

#### Années 1900
- 1906 : Jules César de William Shakespeare, mise en scène André Antoine, théâtre de l'Odéon
- 1908 : L'Alibi de Gabriel Trarieux, théâtre de l'Odéon
- 1908 : Ramuntcho de Pierre Loti, mise en scène André Antoine, théâtre de l'Odéon

#### Années 1910
- 1910 : L'Éventail de Lady Windermere d'Oscar Wilde, théâtre des Arts
- 1911 : Le Marchand de passions de Maurice Magre, théâtre des Arts
- 1911 : Les Frères Karamazov de Jacques Copeau et Jean Croué d'après Fiodor Dostoïevski, mise en scène Jacques Copeau et Arsène Durec, théâtre des Arts
- 1911 : Le Pain d'Henri Ghéon, théâtre des Arts
- 1912 : Marie d'août de Léon Frapié, théâtre des Arts
- 1913 : Le Combat de Georges Duhamel, théâtre des Arts
- 1913 : L'Amour médecin de Molière, mise en scène Jacques Copeau, théâtre du Vieux-Colombier
- 1913 : Une femme tuée par la douceur de Thomas Heywood, mise en scène Jacques Copeau, théâtre du Vieux-Colombier
- 1913 : Les Fils Louverné de Jean Schlumberger, mise en scène Jacques Copeau, théâtre du Vieux-Colombier
- 1913 : Barberine d'Alfred de Musset, mise en scène Jacques Copeau, théâtre du Vieux-Colombier
- 1913 : L'Avare de Molière, mise en scène Jacques Copeau, théâtre du Vieux-Colombier
- 1914 : L'Échange de Paul Claudel, mise en scène Jacques Copeau, théâtre du Vieux-Colombier
- 1914 : Les Frères Karamazov de Fiodor Dostoïevski, mise en scène Jacques Copeau, théâtre du Vieux-Colombier
- 1914 : Le Testament du Père Leleu de Roger Martin du Gard, mise en scène Jacques Copeau, théâtre du Vieux-Colombier
- 1914 : L'Eau de vie d'Henri Ghéon, mise en scène Jacques Copeau, théâtre du Vieux-Colombier
- 1918 : Le Voile du bonheur de Georges Clemenceau, mise en scène Jacques Copeau, Garrick's Theatre New York
- 1918 : L'Avare de Molière, mise en scène Jacques Copeau, Garrick's Theatre New York
- 1918 : Blanchette d'Eugène Brieux, mise en scène Jacques Copeau, Garrick's Theatre New York
- 1918 : Georgette Lemeunier de Maurice Donnay, mise en scène Jacques Copeau, Garrick's Theatre New York
- 1918 : La Femme de Claude d'Alexandre Dumas fils, mise en scène Jacques Copeau, Garrick's Theatre New York
- 1918 : Gringoire de Théodore de Banville, mise en scène Jacques Copeau, Garrick's Theatre New York
- 1918 : Le Médecin malgré lui de Molière, mise en scène Jacques Copeau, Garrick's Theatre New York
- 1918 : Rosmersholm de Henrik Ibsen, mise en scène Jacques Copeau, Garrick's Theatre New York
- 1918 : Le Gendre de M. Poirier d'Émile Augier et Jules Sandeau, mise en scène Jacques Copeau, Garrick's Theatre New York.

#### Années 1920
- 1920 : Le Simoun d'Henri-René Lenormand, mise en scène Gaston Baty, Comédie Montaigne
- 1920 : Les Esclaves, pièce en trois actes de M. Saint-Georges de Bouhélier, jouée pour la première fois le 25 avril 1920 au théâtre des Arts[10].
- 1922 : L'Avare de Molière, mise en scène Dullin, théâtre de l'Atelier
- 1922 : La vie est un songe de Pedro Calderón de la Barca, mise en scène Dullin, théâtre de l'Atelier
- 1922 : La Volupté de l'honneur de Luigi Pirandello, mise en scène Dullin, théâtre de l'Atelier
- 1924 : Chacun sa vérité de Luigi Pirandello, mise en scène Dullin, théâtre de l'Atelier
- 1925 : Le Dieu de Vengeance de Sholem Asch, mise en scène Dullin, théâtre de l'Atelier
- 1925 : La Lame sourde de Jeanne Nabert, mise en scène Dullin, théâtre de l'Atelier
- 1925 : La Femme silencieuse de Ben Jonson, mise en scène Dullin, théâtre de l'Atelier
- 1926 : La Comédie du bonheur de Nicolas Evreïnoff, mise en scène Dullin, théâtre de l'Atelier
- 1928 : Volpone de Ben Jonson, mise en scène Dullin, théâtre de l'Atelier.

#### Années 1930
- 1930 : Patchouli d'Armand Salacrou, mise en scène Dullin, théâtre de l'Atelier
- 1930 : Musse ou l'école de l'hypocrisie de Jules Romains, mise en scène Dullin, théâtre de l'Atelier
- 1930 : Le Fils de Don Quichotte de Pierre Frondaie, mise en scène Dullin, théâtre de l'Atelier
- 1931 : Atlas-Hôtel d'Armand Salacrou, mise en scène Dullin, théâtre de l'Atelier
- 1932 : La Paix d'Aristophane, mise en scène Dullin, théâtre de l'Atelier
- 1933 : Richard III de William Shakespeare, mise en scène Dullin, théâtre de l'Atelier
- 1935 : Hommage des acteurs à Pirandello : Chacun sa vérité de Luigi Pirandello, théâtre des Mathurins
- 1935 : Le Médecin de son honneur de Pedro Calderón de la Barca, mise en scène Dullin, théâtre de l'Atelier
- 1937 : Jules César de William Shakespeare, mise en scène Dullin, théâtre de l'Atelier
- 1938 : La terre est ronde d'Armand Salacrou, mise en scène Dullin, théâtre de l'Atelier.

#### Années 1940
- 1943 : Les Mouches de Jean-Paul Sartre, mise en scène Dullin, théâtre de la Cité
- 1947 : L'An mil de Jules Romains, mise en scène Dullin, théâtre Sarah-Bernhardt
- 1947 : L'Archipel Lenoir d'Armand Salacrou, mise en scène Dullin, théâtre Montparnasse
- 1949 : L'Archipel  Lenoir d'Armand Salacrou,  mise en scène Dullin, théâtre des Célestins
- 1949  : La Marâtre d'Honoré de Balzac,  mise en scène Dullin, théâtre des Célestins
- 1949 : L'Avare de Molière, mise en scène Dullin, théâtre des Célestins

### Metteur en scène

#### 1921-1922
- 1922 : L'Occasion de Prosper Mérimée, théâtre du Vieux-Colombier

#### Théâtre de l'Atelier
1922-1930
- 1922 : L'Avare de Molière
- 1922 : L'Occasion de Prosper Mérimée
- 1922 : La vie est un songe de Pedro Calderón de la Barca
- 1922 : La Volupté de l'honneur de Luigi Pirandello
- 1922 : Monsieur de Pygmalion de Jacinto Gruau
- 1922 : Carmosine d'Alfred de Musset
- 1922 : La Mort de Souper de Nicole de La Chesnaye
- 1922 : La Promenade du prisonnier de Jean Blanchon
- 1922 : Cyprien ou l'amour à dix-huit ans de Georges Pillement
- 1922 : Mais un ange intervint de Flory Bell
- 1922 : Antigone de Jean Cocteau d'après Sophocle. Les costumes ont été créés gracieusement par Coco Chanel[11].
- 1922 : 22° à l'ombre d'Eugène Labiche
- 1923 : Huon de Bordeaux d'Alexandre Arnoux
- 1923 : Celui qui vivait sa mort de Marcel Achard
- 1923 : Les Risques de la vertu de Jarl Priel
- 1923 : Le Chevalier sans nom de Jean Variot
- 1923 : Voulez-vous jouer avec moâ ? de Marcel Achard
- 1923 : L'Éventail de Carlo Goldoni
- 1923 : Les Mentons bleus de Georges Courteline
- 1923 : L'Homme rouge d'Antonin Carrière
- 1924 : Le Veau gras de Bernard Zimmer
- 1924 : Petite Lumière et l'ourse d'Alexandre Arnoux
- 1924 : Mais l'âne intervint de Gaston Bazile
- 1924 : Chacun sa vérité et Un imbécile de Luigi Pirandello
- 1924 : Les Zouaves de Bernard Zimmer
- 1925 : Corilla de Gérard de Nerval
- 1925 : George Dandin de Molière
- 1925 : La Révolte de Villiers de l'Isle Adam
- 1925 : Le Dieu de Vengeance de Sholem Asch adapté par Lupus Blumenfeld
- 1925 : La Lame sourde de Jeanne Nabert
- 1925 : La Femme silencieuse de Ben Jonson
- 1925 : Les Serments d'usage de Ben Jonson
- 1926 : Irma de Roger Ferdinand
- 1926 : Je ne vous aime pas de Marcel Achard
- 1926 : Il faut qu'une porte soit ouverte ou fermée d'Alfred de Musset
- 1926 : Tout pour le mieux de Luigi Pirandello
- 1926 : La Grande Pénitence et Chagrins d'amour de Léon Régis et Francis de Veynes
- 1926 : La Comédie du bonheur de Nicolas Evreïnoff, adaptation Fernand Nozière
- 1927 : Hara-Kiri de Jean Blanchon
- 1927 : Pas encore de Steve Passeur
- 1927 : Le Joueur d'échecs de Marcel Achard d'après Henry Dupuy-Mazuel
- 1927 : La Danse de vie d'Hermon Ould
- 1928 : Les Oiseaux d'Aristophane, adaptation Bernard Zimmer
- 1928 : À quoi tu penses-tu ? de Steve Passeur
- 1928 : Bilora de Ruzzante
- 1928 : Volpone de Ben Jonson, adaptation Jules Romains et Stefan Zweig
- 1929 : L'Admirable Visite de Raymond Rouleau
- 1930 : Patchouli d'Armand Salacrou
- 1930 : Le Stratagème des roués ou La Ruse du petit maître de George Farquhar
- 1930 : Musse ou l'école de l'hypocrisie de Jules Romains
- 1930 : Le Fils de Don Quichotte de Pierre Frondaie
- 1931 : Atlas-Hôtel d'Armand Salacrou

#### 1931-1940
- 1931 : Le Méchant de Jean-Baptiste Gresset
- 1931 : Tsar Lénine de François Porché
- 1932 : L'Ombre de Simone-Camille Sans
- 1932 : Les Tricheurs de Steve Passeur
- 1932 : Le Château des papes d'André de Richaud
- 1932 : Cyprien ou l'amour à dix-huit ans de Georges Pillement
- 1932 : La Paix d'Aristophane
- 1933 : Richard III de William Shakespeare, adaptation André Obey
- 1934 : Dommage qu'elle soit une prostituée de John Ford
- 1935 : Le Médecin de son Honneur de Pedro Calderón de la Barca
- 1935 : Le Misanthrope et l'Auvergnat d'Eugène Labiche
- 1935 : Le Méchant de Jean-Baptiste Gresset
- 1935 : Le Faiseur d'Honoré de Balzac, adaptation Simone Jollivet
- 1936 : Le Camelot de Roger Vitrac
- 1937 : Jules César de William Shakespeare, adaptation Simone Jollivet
- 1937 : Chacun sa vérité de Luigi Pirandello, Comédie-Française
- 1937 : George Dandin de Molière, Comédie-Française
- 1938 : Plutus d'après Aristophane
- 1938 : La terre est ronde d'Armand Salacrou
- 1939 : Le Mariage de Figaro de Beaumarchais, Comédie-Française
- 1940 : Médée de Darius Milhaud sur un livret de Madeleine Milhaud, Opéra de Paris

#### Théâtre de Paris

##### 1940-1941
- 1940 : Plutus d'après Aristophane
- 1940 : Le Ciel et l'Enfer de Prosper Mérimée
- 1940 : L'Avare de Molière
- 1940 : La Femme silencieuse de Marcel Achard
- 1941 : Mamouret de Jean Sarment

#### Théâtre de la Cité, théâtre Sarah-Bernhardt
- 1942 : La Princesse des Ursins de Simone Jollivet
- 1942 : La Volupté de l'honneur de Luigi Pirandello
- 1942 : Le Misanthrope et l'Auvergnat d'Eugène Labiche
- 1942 : Les Amants de Galice de Lope de Vega
- 1942 : Crainquebille d'Anatole France
- 1942 : La Matrone d'Éphèse de Paul Morand
- 1942 : Richard III de William Shakespeare
- 1943 : Les Mouches de Jean-Paul Sartre
- 1943 : Monsieur de Pourceaugnac de Molière
- 1943 : Le gendarme est sans pitié de Georges Courteline
- 1944 : La vie est un songe de Pedro Calderón de la Barca
- 1944 : Maurin des Maures d'André Dumas
- 1944 : Volpone de Ben Jonson, adaptation Jules Romains et Stefan Zweig
- 1945 : Le Roi Lear de William Shakespeare
- 1945 : Le Faiseur d'Honoré de Balzac
- 1945 : Le Soldat et la sorcière d'Armand Salacrou
- 1946 : La vie est un songe de Pedro Calderón de la Barca
- 1946 : La terre est ronde d'Armand Salacrou
- 1947 : L'An mil de Jules Romains
- 1947 : Cinna de Corneille
- 1947 : L'Archipel Lenoir d'Armand Salacrou, théâtre Montparnasse
- 1949 : La Marâtre d'Honoré de Balzac, théâtre des Célestins
- 1949 : L'Avare de Molière, théâtre des Célestins

## Filmographie
- 1911 : L'Orgie romaine de Louis Feuillade, court métrage de 6 min : un prétorien
- 1919 : Âmes d'orient de Léon Poirier : Agapian
- 1920 : Le Secret de Rosette Lambert de Raymond Bernard : Bertrand
- 1920 : L'Homme qui vendit son âme au diable de Pierre Caron
- 1921 : Les Trois Mousquetaires d'Henri Diamant-Berger, Ciné,roman en 12 épisodes : le père Joseph
- 1924 : Le Miracle des loups de Raymond Bernard : Louis XI
- 1927 : Le Joueur d'échecs de Raymond Bernard : le baron de Kempelen
- 1928 : Maldone de Jean Grémillon : Olivier Maldonne (également producteur)
- 1929 : Cagliostro de Richard Oswald : le marquis d'Espada
- 1934 : Les Misérables de Raymond Bernard : l'aubergiste Thénardier ; film tourné en trois époques : Une tempête sous un crâne, Les Thénardier et Liberté, liberté chérie.
- 1937 : L'Affaire du courrier de Lyon de Claude Autant-Lara : l'aveugle
- 1937 : Mademoiselle docteur également connu sous le titre de Salonique, nid d'espions de Georg Wilhelm Pabst
- 1940 : Volpone de Maurice Tourneur : Corbaccio, l'usurier
- 1941 : Le Briseur de chaînes de Jacques Daniel-Norman : Esprit
- 1942 : Étoiles de demain, court métrage, de René-Guy Grand : lui-même
- 1947 : Les jeux sont faits de Jean Delannoy : le marquis
- 1947 : Quai des Orfèvres d'Henri-Georges Clouzot : Brignon, l'industriel pervers
- 1950 : Vagabonds imaginaires, court métrage d'Alfred Chaumel, avec Jean-Louis Barrault et Roger Blin, (seulement la voix) ; Charles Dullin dit Les Étoiles de Daudet

## Publications
- Souvenirs et notes de travail d'un acteur, Odette Lieutier éditeur, 1946, (BNF 32055087) ; réédition Librairie théâtrale, 1985  (ISBN 273490022X)
- Ce sont les dieux qu'il nous faut, édition établie et annotée par Charles Charras, préface d'Armand Salacrou, collection Pratique du théâtre, Éditions Gallimard, 1969, (BNF 32987929)
- Charles Dullin, choix de textes par Joëlle Garcia, collection Mettre en scène, Actes Sud, 2011  (ISBN 2330001797 et 9782330001797)

## Hommages
Plusieurs théâtres en France portent son nom
- le théâtre Charles-Dullin à Chambéry Savoie
- au Grand-Quevilly

Festivals - Rencontres théâtrales
- les Rencontres Charles Dullin [12] qui deviennent Les Théâtrales Charles Dullin en Val-de-Marne
- la Biennale Charles Dullin[13] à Aix-les-Bains (Savoie) dans le cadre prestigieux du théâtre du Casino Grand Cercle, remise du prix national de théâtre amateur Charles Dullin.
- Cie Théâtre de l'horizon / l'Industrie théâtre à Bourg-en-Bresse Ain situé au 7 rue de l'Industrie[14].

Iconographie
- Portrait de Charles Dullin, huile sur toile de Tonia Cariffa, conservée au musée des Beaux-Arts de Chambéry.

Voirie
En 1957, la Place Dancourt, située devant le théâtre de l'Atelier, devient en son hommage la place Charles-Dullin.
Depuis 1979, une rue Charles-Dullin existe à Reims.
On trouve également une rue Charles-Dullin ainsi qu'une impasse Charles-Dullin à Crécy-la-Chapelle (Seine-et-Marne).
Enfin la place principale de son village de Yenne, en Savoie, porte maintenant son nom.

### Documentaire
- 2007 : Le Dire de chacun, Charles Dullin de Georges Mourier, tourné au Châtelard et au théâtre de l'Atelier, édition À l'image près.

### Iconographie
- Constant Le Breton, Portrait de Charles Dullin, 1948, huile sur toile, Paris, musée Carnavalet.